# Origen del rap en México
El origen del rap en México se remonta a finales de los años 70, década donde se formaron las 4 corrientes del hip hop (Rap, Breakdance, Graffiti y Turntablism o "Djing") en Nueva York, estas corrientes llegaron y se desarrollaron por separado en el país por este motivo la historia del rap mexicano (MCs y DJs) está ligada a la del breakdance y el grafiti pero es totalmente independiente a estas dos corrientes.

## Historia del rap en México (1979 - 2001)
El primer antecedente del rap como género de protesta en México puede situarse en la canción de "El Barzón", de 1936, del compositor Miguel Muñiz, más tarde popularizada bajo el arreglo del también compositor e intérpete Luis Pérez Meza. Es una canción de protesta que buscaba denunciar las injusticias vividas a principios del México del siglo XIX. Aunque aún está lejos temporal y conceptualmente del rap, empieza a manifestar similitudes, como la cadencia con la que se enuncian los versos y cómo se aborda la protesta. 
Todo empezó desde 1979 por el comediante Guillermo "Memo" Rios con su aka MC Aplausos, grabó con una pista de "Rapper's Delight" de Sugarhill Gang, el primer hit comercial del rap, bajo el nombre de "El Cotorreo". Aunque su versión de sus letras de Memo no era igual que la original ya que quiso plasmar una historia propia centrandose la vida cotiana de México, la cultura pop, las celebridades, las actitudes de las personas etc, haciendo un "Memo Cotorreo", manejándolo con su humor con sus lingos mexicanos. 
Su primer récord del rap fue por accidente o casualidad, nunca tuvo la intención de hacer rap para crear un éxito o ser pionero del rap en el país. 
Elias Cervantes, era un director de Radio Variedades amigo de Memo, junto con sus amigos que tuvieron mucha relación con las difusoras de radio, le prestaron a Memo Rios el disco original diciendo lo siguiente, "porque no le pones letra Memo tu que rimas, fijate que eso se llama Rap, es lo que tu haces desde 1972 y 1975". 
Memo lo pensaba mucho en hacer su versión en español de "Rapper's Delight", se tardo 3 días para hacer sus letras, fue a grabar su tema en el estudio de Orbimex, un estudio bastante pequeño que hicieron posible de grabar el primer rap nacional.
Después de grabar su primer tema de rap, ha continuado sacando otros temas de parodias del rap tales como "Pedro Infante Murió", "Muy Delgada" parodia del tema "Ice Ice Baby" de Vanilla Ice, "Memotronic" parodia del tema "This Beat Is Technotronic" del artista de la música electrónica belga Technotronic, "Cosa Loca" parodia del tema "Wild Thing" del grupo inglés de garage rock The Troggs, y "Mi Bella Genio" parodia del tema "Sucker DJ" (A Witch For Love) de Dimples D en principios de los noventa.
En 1990 es lanzado Caló,  proyecto de hip-house que a lo largo de su carrera ha incorporado elementos de otros géneros musicales – del pop a la cumbia y el reguetón – a su sonido, manteniendo al rap en un lugar central. El éxito comercial de Caló con canciones como "No puedo más" o "Ponte atento", sin embargo, produce también un rechazo por parte de sectores más subterráneos del rap nacional. Su música formó parte de los primeros "hitss"  de rap en español como:  "Me acuerdo"  de Vico C y "Mi abuela", Wilfred & La Ganga y "Te ves buena" de El General. Al mismo tiempo empezaban a surgir un interés por grupos estadounidenses y grupos conformados por hispanos como lo son: N.W.A, Public Enemy, Wu-tang Clan, Cypress Hill y Kid Frost
Entre 1990 y 1991 fueron los inicios del rap nacional, empiezan a surgir nuevas agrupaciones en la escena mexicana como lo son Sindicato del Terror o S.D.T., Speed Fire, 4.º Del Tren, V.L.P. y Nasty Style. 
En el año de 1992, el desaparecido sello AMS edita el casete Real música rap, un EP de cinco canciones de Sindicato del Terror, siendo secundada en 1993 por la cinta EP Como estás feo de Speed Fire.
También en el año 1992, pero en el estado Sinaloa hacen su debut El Padrino de Guasave y Los Vándalos, así como Elote El Bárbaro de Los Mochis, siendo ambos, junto a la agrupación Yostailingo de Cd. Obregón, Sonora y más tarde OMW, los pioneros del rap en el Noroeste de México.
El año 1993 comienza a dar nuevas agrupaciones nacionales como: Vagabundos Underground, Controversia Funk y Sociedad cafe.
En 1994 siguen nuevas agrupaciones al nivel local del trío de Ciudad Madero, Tamaulipas Gente Loca y de Guadalajara, Jalisco La Otra Escoria. 
En 1995 el rap sigue tomando fuerza y siguen surgiendo agrupaciones del Distrito Federal y Estado de México. Algunos de estos grupos son Kartel Aztlán,  Crimen Urbano y entre otros.
El rap llega a un momento donde esta olvidado por las grandes disqueras tanto nacionales como internacionales y es en 1996 donde sale el disco "Mucho Barato" del trío de Monterrey Control Machete, producido por la disquera transnacional PolyGram., Logrando captar adeptos incluso seguidores de otros géneros musicales y surgió otro grupo del rap subterráneo en el mismo año también originarios de Monterrey H Muda. 
En 1998 Rapaz graba un disco del barrio, cabe mencionar que antes de 1996-95 llevaban otro nombre como grupo de baile. no confundir el grupo con 362 Rappaz (del mismo país), u/o grupos como Rapaz de Bolivia, o argentina. En 1999 sale el disco de Control Machete, "Artillería pesada presenta..."  y el anuncio de la firma con la multinacional EMI de Chicalangos proyecto de MC Luka.
A fines de 1999, Control Machete anuncia que entrará en retiro indefinido, poniendo fin, de paso, a la breve euforia por el rap local. Poco antes de acabar aparecen dos producciones que marcan el inicio de un nuevo capítulo para el rap mexicano: el casete "Poniendo la G en el mapa" de Los Caballeros Del Plan G, anteriormente como Ce Cen Cem & Boca H que fueron conformados por 2 grupos que es la primera producción autogestionada en la historia del rap nacional y el disco de Sociedad cafe "Emergiendo" de la subsello independiente Rapza, creado por el periodista musical Ricardo Bravo y Arturo Menéses, directores, respectivamente, de las disqueras independientes Discos Histeria Colectiva y Discos Misha.
En el 2000 aparecen dos acoplados: el primero, Vieja Guardia, lo sacó un colectivo capitalíno de grupos y solistas de rap y dancehall encabezado por Petate Funky, Kartel Aztlán, A.N.E.R. Cu-Huectul MC Luka y Sabotaje Mexica.  La otra compilación se titula "Rapza" donde se representa el trabajo de los mayores exponentes del género musical del rap en México. Esta compilación cuenta con 7 álbumes y es considerada una de las obras musicales más importantes ya que en ella se presenta la historia del rap en México, el rap que tuvo sus orígenes en la calle.
En el año 2001 comienza el rap underground/independiente a sobresalir, ya que anteriormente no tuvieron tanto apoyo sin disqueras transnacionales. Salió el disco de "Banda Rap" del Dyablo junto con varios artistas chicanos como C-4, Locura Terminal, Boogie, 2 High, Jorge "El Jilguero" Morales, Original de La Sierra y Malverde producido por su propio sello Discos Profeta y la distribuidora Discos Aztlan. En 21 de agosto salió su primer álbum oficial llamado "Destrukxion" lo cual tuvo buena aceptación del público en la escena underground/independiente tanto en el sur de Estados Unidos como en México sin necesidad de tener un tipo de apoyo para darse a conocer. Dyablo vendió 5000 copias en Estados Unidos en menos de 2 semanas, fue un parte aguas en tener ese reconocimiento en la escena del rap mexicano haciendo de manera independiente. Ache Muda o H Muda lanzaron su primer maqueta como tal titulado "Bienvenido A Lo Krudo" marcando huella al rap underground sobre todo del rap de Monterrey.